# Vuelo 702 de Ethiopian Airlines
El vuelo 702 de Ethiopian Airlines fue un vuelo regular desde el Aeropuerto Internacional Bole al Aeropuerto de Milán-Malpensa a través del Aeropuerto de Roma-Fiumicino el 17 de febrero del 2014. El avión, un Boeing 767-300ER fue secuestrado por su copiloto desarmado en la ruta desde Bole hacia Roma y aterrizó en Ginebra. Los 202 pasajeros y la tripulación resultaron ilesos.

## Incidente
El vuelo 702 fue programado para salir del aeropuerto internacional de Bole, Etiopía a las 00:30 EAT (UTC+3:00) el 17 de febrero del 2014. La aeronave empezó a transmitir el Squawk 7500 (señal internacional para informar de secuestro aéreo) mientras volaba sobre Sudán al norte. Cuando el piloto salió de la cabina para ir al baño, el copiloto cerró con llave la puerta de la cabina y continuó volando la aeronave. El vuelo estaba programado para llegar al aeropuerto Leonardo da Vinci-Fiumicino en Roma, Italia a las 04:40 CET (UTC+1:00), antes de continuar hacia el aeropuerto de Malpensa en Milán, Italia. En lugar de ello, el avión voló a Ginebra, Suiza donde el copiloto del vuelo 702 dio varias vueltas mientras se comunicaba con el control del tráfico aéreo en el aeropuerto internacional de Ginebra, intentando mediar asilo político para él y una garantía de que no iba a ser extraditado a Etiopía.
A las 06:02 CET (UTC+1:00) el avión aterrizó en el aeropuerto Internacional de Ginebra con unos 10 minutos de combustible restantes y un incendio en uno de sus motores. El copiloto que había secuestrado el avión salió escalando hacia abajo por una cuerda que lanzó por la ventana de la cabina y se entregó caminando a la policía. El aeropuerto fue cerrado inmediatamente después del aterrizaje. No hubo pasajeros o tripulación heridos.
El avión fue escoltado por varios aviones de combate franceses e italianos al atravesar sus respectivos espacios aéreos. La Fuerza Aérea de Suiza no respondió porque el incidente ocurrió fuera de horario normal de oficina. Según un portavoz de la Fuerza Aérea suiza, "Suiza no pudo intervenir porque sus bases aéreas cierran por la noche y los fines de semana... Es una cuestión de presupuesto y personal".  Suiza recibe el apoyo de sus países vecinos para vigilar su espacio aéreo fuera de las horas regulares de trabajo. La Fuerza Aérea Francesa tenía permiso de acompañar a los vuelos sospechoso en espacio aéreo suizo pero no para derribarlos.

## Secuestrador
El secuestrador del avión era Hailemedhin Abera Tegegn de 31 años, quien era el copiloto del vuelo 702. Después de aterrizar el avión, salió de la cabina mediante una cuerda que tiró por la ventana de la cabina. Fue detenido por las autoridades suizas y se encuentra a la espera de un juicio; se encuentra imputado a 20 años de cárcel por el delito de secuestro de un avión.
En marzo de 2015, el tribunal superior de Etiopía en Adís Abeba condenó a Hailemedhin in absentia y lo sentenció a 19 años y seis meses en la cárcel.